# 成恵の世界
『成恵の世界』（なるえのせかい、英: The World of Narue）は、丸川トモヒロによる日本の漫画作品。『月刊少年エース』（角川書店）1999年6月号から2013年2月号まで連載された。全13巻。2002年（平成14年）にラジオドラマ化、2003年（平成15年）にテレビアニメ化された。
本項目では、本作の劇中劇であり、後にスピンオフ作品として漫画化され、『ヤングエース』2014年5月号から2018年12月号まで連載された『魔砲少女四号ちゃん』（まほうしょうじょよんごうちゃん）についても併せて解説する。

## 概要
『月刊少年エース』（角川書店）にて1999年6月号に読切作品として掲載。その同年の同誌9月号に再び読切として掲載され、12月号より実質的な連載昇格となる。作者にとっては初の本格的な長期連載作品である。単行本は全13巻で、サブタイトルは連載時には公表せず、単行本にて公表している。例外として数ページ話の場合はサブタイトルを公表している。
作品タイトルはA・E・ヴァン・ヴォークトの『非Aの世界』（原題“The World of Null-A”に基づき、邦題は「なるえーのせかい」と読む）から取られている。
2002年（平成14年）にはJFN系列のラジオ番組『カドカワ・サウンドシネマ』内にてラジオドラマ化（のちドラマCD化）され、さらに2003年（平成15年）にはテレビアニメ化された。この際ラジオドラマ版とは一部声優が変更されたのにともない、テレビアニメ版の声優によるラジオドラマも制作されている（結果として第1話など回によっては原作・ラジオドラマ2種・テレビアニメの4種類存在するものがある）。
比較的原作に忠実なラジオドラマ版に対して、テレビアニメ版は全12話。原作とは一部内容の変更や省略などがあった。
2014年（平成26年）、第45回星雲賞コミック部門を受賞。

### 度重なる休載について
作者の健康不調を理由に休載が相次いだ。
単行本の新刊が刊行されるのに1年以上（月刊少年漫画雑誌では半年で1巻程度が平均）かかることも多く、特に2002年（平成14年）頃から腱鞘炎を発症し、2003年（平成15年）春頃からさらに悪化して以来、連載ペースの落ち込みが顕著になった。
6巻は5巻発売から1年4か月ぶりに発売され、7・8巻は約平均ペースに戻ったものの、9巻は8巻発売から1年3か月、10巻は9巻発売から1年7か月、さらに11巻は10巻発売より2年2か月経ってから、という具合に発売と連載のペースを落とし、2008年12月号（10月26日）での掲載以降は丸1年間、新作発表自体が途絶した。
その後、2010年1月号（11月26日）から4月号（2月26日）まで3か月に渡り3話分が掲載され、6月号（4月26日）において、7月号より巻中カラーで連載再開されるとの発表があったが、7月号掲載以降は2011年1月号、4月号と数ヶ月のブランクを置きながら、のち2013年2月号まで連載された。この間、作者や出版社は、たび重なる長期休載の理由について正式な説明を行わなかった。ただし、これほどの休載を繰り返しながらも決して打ち切りにはならず、円満な完結と完結回までの単行本化を、きちんと果たしている。
なお単行本のあとがきにおいては「作者の妄想を毎月新鮮なまま、ご提供するストックなしの綱渡り無計画マンガ」である旨がアナウンスされている。

## あらすじ
ある雨の日のこと。飯塚和人は捨て子犬を前に「犬を助ける優しい少年に惚れる女の子が現れる」妄想をしていた。そんな自分を気恥ずかしく思いながらも結局、犬を助けようとする和人。ところがいきなり後ろから現れた女の子が金属バットを振り上げて子犬を叩きのめしてしまう。子犬はある勢力が地球に送り込んだ生物兵器だったのだ。
いきなり現れて子犬を叩きのめし、自分を心配してくれながらも多くを語らず去っていく少女に、和人は興味を覚え、心を奪われた。翌日、彼女がその場に残した金属バットを見せて友人の丸尾にそのことを相談する。丸尾は学校の名簿から彼女の身元を割り出してくれた。彼女は隣のクラスの七瀬成恵だった。
バットを返しに行った和人は成恵を誘うが、微妙に会話が噛み合わない。成恵は距離を置こうとして自分の様々な「欠点」を並べたてるが、和人はその全てを全く気にしないと豪語した。成恵は自分と父が宇宙人であることも告白するが、和人は勢いでそれすらも受け入れると返事をしてしまう。
和人の新鮮な対応に成恵は気を良くし、彼を「お付き合いの相手」として自宅へと招待する。かくして和人の「成恵の世界」を巡る超体験の日々が始まるのであった。

## 登場人物
※ 声優表記は特記のない限り「ラジオドラマ」・「テレビアニメ」・「ドラマCD」共通。

### 主要人物
七瀬 成恵（ななせ なるえ）
声 - 能登麻美子
本作のヒロイン。和人の彼女。桜ノ中学校2年2組の14歳。宇宙人（銀河系連盟・惑星日本人）と地球人のハーフ。自らに宇宙人の血が混じっていることに、強いコンプレックスを感じている。
当初は他者に対して距離を置く（というより、交流を積極的に忌避する）性格だったが、和人の理解と何事にも動じない想いもあり、明るく外向的な性格に変わっていく。ただし、今までの孤独感からの反動により、若干バカップル化（成恵から一方的に）している。そして、和人に対する独占欲から、非常なるやきもち焼きが発露。ただ大抵、当事者の女性に対する反撃は極軽微（むしろ逆に、女性たちと共同で和人を吊し上げたりする）、かつその場限りに終わるため、決して「忌み嫌われる性格の持ち主」というイメージ固定化には至っていない。
日雇い労働者の父の元、七瀬家の家計を支える苦労人で、極度の貧乏性。若い身空でタイムセール争奪戦に出向くなど、かなりの生活臭を持つオバチャン化が進んでいる。器用貧乏でもあり、家事全般が好きで得意。愛読書（ただし立ち読み）は「女性セ○ン」（原作表記ママ）で、影響を受けやすい。
運動能力に優れ、バッティングをやらせればホームラン連発、塀の上を走るなどもお手の物。ハイキック一発で相手を失神させるなど、高い身体能力を持つ。考える前に口が出たり、すぐ手を出したりする。
なお、苦手科目は「数学」と「理科」であり、特に数学については赤点常連。もっとも赤点については、「設問自体が理解できない場合3択問題であろうと解答を書きたくない」という変なこだわりが少なからず災いしている。6巻38話は、この事を含んだネタを主柱のひとつとして展開する。
テレポートを良く駆使するが、電子機器の取扱いには極めて弱い。問題がある場合には即座に（主に力づくで）解決しようとするが、そういった個人の力が及ばない国家レベルの力相手となると、一気に無気力・無抵抗となり流されるままとなる。こういった点も、電子機器の扱いに詳しく、大きな流れにも従いつつチャンスを待ち抗う和人と対照的となっている。
物語の最終盤でも、銀連とアバロンの裏取引に従う形で銀連世界に帰還することになるが、和人らの奪還により地球に残留。後日談（7年後）では総菜メーカーに勤務、同僚のやっかみを受けるほどの腕前を発揮している。また和人と同居中。
『四号ちゃん』とのクロスオーバー（後述）では16歳の高校生として登場。並行世界からやってきた四号ちゃんを冷静に分析。のち変身解除してしまった真名花に彼女が並行世界に落とされたことを教え、帰り道を示して弱音を吐く彼女を励ます。さらに並行世界を渡る星間端末が出ている事実によって、姉の地球への帰還が不可能ではないことに気づく。

飯塚 和人（いいづか かずと）
声 - 阪口大助
本作の主人公。当作、特に初期は彼の視点で物語が語られている。
桜ノ中学校2年3組に在籍するごく普通の14歳の少年で、少しオタク趣味がありアニメ「魔砲少女四号ちゃん」の大ファン。ただし気分がのらないときはアニメ放送を見ないこともある程度。
成恵の隣のクラスで、パソコン部に所属。JavaScriptの基本的なプログラミング技術を有する。そのため電子機器の扱いには強いが、さすがに成恵たちの持つオーバーテクノロジーに関しては扱いきれず、手を出して若干のヘマをすることもある。
運動が若干不得意（特に水泳は泳げない）、勉強も並、漫画が好きだが絵は下手と目に見えて役に立つ特技は何も無いが、成恵や鈴の正体を知っても全く態度が変らなかったり、突然鼠になっても現状を把握し対応するなど柔軟性・適応性のある思考を持ち、また直感力・発想力にも秀でており、成恵のためなら喧嘩もするなどいざという時の行動力もあるため、頼りにされていることが多い。
直情直行型の成恵に対し、思考してから行動するタイプであり、成恵の抑えに回ることが多いが、要点での決断は躊躇わない。危機的状況でも耐え、チャンスを探しそして見逃さない。大人達の思惑や陰謀相手でも立ち向かえる強さもある。優しく穏やかな性格の持ち主で、成恵のコンプレックスを解きほぐしていく。
様々な困難やトラブルを乗り越え、最後には銀連世界に帰還しようとしていた成恵を、奪還する形で連れ戻す。
後日談では桜ノ工大に進学し、89話で出会った野間氏らと共に人工知能を研究。アパートを借りて成恵と同居している。
『四号ちゃん』とのクロスオーバー（後述）では成恵と同様、高校生として登場。成恵のために生きる底抜けの優しさは健在で、84円の激安ドリンクを買ってきたものの、四号ちゃん（真名花）を見て和人がハイテンションになる事を恐れた成恵にラリアットで意識を落とされる、という相変わらずの関係性を見せる。

丸尾 正樹（まるお まさき）
声 - 福山潤
和人の同級生にして親友。八木の幼馴染みで家も隣同士である。かなりのお調子者で、人呼んで「愛の伝道師」。
自宅は鮮魚店。千絵子という小学4年生の妹がおり、時々、成恵達と絡む場面がある。
浮世離れしたカップルである成恵と和人を暖かく見守る、並外れた柔軟思考の持ち主。一見助平で飄々としているが、やるべき時はやるし、他の面子を実にしっかりと纏めている。相談されることが多いのもその証。
さらに鈴たちが人間でないことや成恵達が宇宙人であることは、大方察しているが気にしておらず、現実に目にしても全く驚かず何も変わらなかった。その上、無理に何かを聞き出すこともなく、特に何も無い場合には自然体でそっとしておいてくれている。が、いざ何か起こった時にはきちんと自らの価値観をもって助言してくれる慧眼の持ち主。
騒動に関わることが多くなり危険もあったが、それについて愚痴を言ったことは一回もなく、むしろ積極的に助太刀する侠気もある。だがはじめだけは事態から遠ざけようとしている節がある。
野球部に所属し、将来を期待されているスラッガーで4番も務める。背番号は666番。
腕時計の修理や半田こてを駆使するレベルの電気工作を行ったり、ロボット（地球の現実的技術の方）の展示会で積極的興味関心を示すなど、ハードウェア系工学センスに長けている。この点、ソフトウェア系に積極性と強みを示す和人と好対照を成している。
パラレルワールドの未来では、米国の野球チーム「ニューヨークメッシ」に所属する大リーガーとなっている。また後日談においては大学野球の選手として腕を鳴らしている。

八木 はじめ（やぎ はじめ）
声 - 千葉紗子（アニメ）、渡辺明乃（ラジオドラマ）
丸尾とは家が隣同士の幼馴染み。成恵の同級生。文芸部所属。
あだ名は「SFハカセ」で、その二つ名の通りUFOや宇宙の事象に異常なまでの執着を示す。後にハヤカワの銀背が絶版含めてフルストックされている「時台屋」の品ぞろえに感激し、お得意様となっていく。
親が共働きなことなどから孤独であることが多く、その反発として周囲を敵視していた。さらに成恵とは「宇宙」というものに対する立場の違いから一層反目しあう間柄だったが、香奈花を橋渡しにして和解。打ち解けて無二の親友となった。結局、成恵が宇宙人のハーフであることなどには気づいてないらしい。
しかし実は数々の事件から事情は粗方気づいており、事態から遠ざけようとする丸尾の意図を読んで関わらないようにしていた。しかしエビデンス関係でベルカから接触され、事態に関わるようになる。最終的には成恵から事情を全て聞かされ、和人らと共に星船に乗り込むまでになる。
パラレルワールドの未来では、丸尾と恋仲になっており、また事務職として働く傍ら、SF小説家としてデビューしている。またアバロンの遺跡からは、はじめが書いた（現時点では書いている途中の）それなりにヒットしたらしきライトノベル「バイナリィ・ユニバース」が発掘されている。
「バイナリィ・ユニバース」はその後銀連やアバロンに予言書扱いされ、合星国大統領に邪な思惑を抱かせるきっかけになった。ただし実際には、成恵達を奪還する直前にその場で書いたプロット（主人公達が天使の加護と共に生還する）の通りとなり、小説とは逆の結末を辿った。
その後東京在住の小説家となり、時台屋にて開かれた「バイナリィ・ユニバース」第3巻刊行のお祝い会が後日談の舞台になっている。取材メモは赤表紙。次回作は日常コメディの予定だが、四季からは絶対SFになると突っ込まれている。

永岡 四季（ながおか しき）
声 - 菊池志穂（ラジオドラマ）
成恵の小学校時代の同級生（現在は「桜ノ大付属中学校」という別の中学に通っている）で、祖母が遺した古本屋「時台屋」の主人。物静か・おしとやかで物腰柔らかく本好き。一方で常に猫の「ぴーとさん」（ラジオドラマ・声 - 千葉一伸）を連れて歩き、ネコ語すら操る超越系の不思議少女でもある。眉毛（途中から太くなった）以外の見た目と性格が、祖母の若い頃に酷似している。
人を寄せ付けない成恵のことを常に心配していた。八木とは別の意味で成恵の親友たる少女。一方、八木とは後に読書家という共通点から交流を深めていく。
あることが原因で朝倉鈴がロボット（=地球の科学では説明不能の存在）である事実を眼前で突きつけられた際、さらには、後にこれと関連して鈴がこころの傷を受けた際、「常識に囚われたパニック反応」を起こさず、「相手を何者とは問わない、普遍的愛に基づく包容力」を発揮する。だがさすがにてとらを「私と和人の子」と成恵に紹介されたり和人に「世界を救う方法」を相談された時には現実逃避した。
家はいわゆる豪商、実家は巨大な屋敷で、端的に「富豪な地元名家のお嬢様」である身だが、普段は生家を離れ祖母の実家（時台屋）で独り暮らし同然の生活をしている事が多いこともあり、その身上を積極的に表立たせる素振り（お嬢様らしい態度）は一切しない。
パラレルワールドの未来では、「時台屋」を拡大して社長になり、インターネットによる本の売買を行うなど商才を発揮している。後日談ではぴーとさん共々そのまま時台屋の主人。

#### 同級生
新田 昭（にった あきら）
成恵と同じクラスの小柄な男子。気弱な図書委員。永岡四季の従兄弟。
前から成恵のことが好きだったが、生来の気弱な性格が災いして口に出せずにいた。そのうちに成恵が和人と付き合うようになり、報われない恋となってしまったことを悟り、自ら身を引く。
ところが成恵のカチューシャ（実は軌道上の星船とリンクしてテレポートを行うための転送コネクター）を拾ったことにより、その全てが露見してしまった。結果として失恋が完全に決定し、その後は普通の同級生・普通の友人として成恵たちと接している。
その後杏子と接する機会が増え、お互いを意識するようになる。この頃はまだ杏子に主導権があったが、その後背も伸び頼れる男に。7年後には美男美女のカップルになっている。
四季の従兄弟だけあり、ぴーとさんに懐かれている。このことは長らく明かされていなかったが、単行本10巻に収録された第64話にて「イトコの古本屋に行った」というシーンで伏線が張られ、同巻のおまけマンガにて初めて明らかにされた。四季からは「あーくん」と呼ばれている。
四季と違い、初登場時点で眉毛は太かった。

工藤 杏子（くどう きょうこ）
声 - 立野香菜子（アニメ）、城雅子（ラジオドラマ）
成恵と同じクラスの女子。高飛車なイジメっ子。事あるごとに成恵や八木に対してちょっかいをかけてくる。
実の所は面倒見の良い性格であり、母性本能をくすぐられる人に弱いらしい。一時期、新田と恋仲ではあった。その後、年上の彼氏が出来たらしく、新田とのことは無かったことにされていたが、その彼氏には振られてしまったようでまた新田と恋仲になった。
成恵たちと接するうち、毒気が抜けてツンデレなだけになり、普通の友人となった。後日談にも登場、笑顔で新田と腕を組んでいる。

柏崎 ゆき（かしわざき ゆき）
声 - 後藤邑子（アニメ）
杏子の友人A。ボブカットの少女。杏子とあやの2人で成恵たちを攻撃する。

金沢 あや（かなざわ あや）
声 - 黒河奈美（アニメ）
杏子の友人B。外ハネショートカットの少女。ゆきと杏子の2人で成恵たちを攻撃する。

### 七瀬家
七瀬 正（ななせ ただし）
声 - 菅原淳一 / 30代の若い頃 - 渋谷茂（アニメ）
成恵・香奈花の父。惑星日本の地球調査員で銀河系連盟の常駐員（外交官）。ただし、惑星日本（銀河系連盟）の地球調査活動はアバロンとの外交問題から凍結されているため、非公式である。
元々は惑星日本外務省のエリート官僚であったが、妻との離婚問題などで心理的打撃を受けて銀連の地球調査員に応募し、紆余曲折あって成恵の母と出会い結婚。四畳半フォークを絵に描いたような生活に入り、そのまま地球に居付く。
銀連では結構高給取りだったようだが、銀連での財産・通貨は地球では使えないため、工事現場などで日雇い仕事をしている。
強引さが欠片もなく、先妻と娘（香奈花）、後妻の娘（成恵）に振り回されるパターンが終始続いた。騒動では蔑ろにされることも多かったが、一方で正も成恵達を信じて待っていた面もある。最終盤になっても同じで、成恵奪還作戦の際になし崩し的に地球に帰還した。

七瀬 香奈花（ななせ かなか）
声 - 皆川純子
成恵の異母姉。純粋な銀河系（惑星日本）人。
父親に会いたくて光速航行の輸送船に密航したところ、本来26歳であるはずがウラシマ効果によって成恵より年下（本人曰く、12歳）になってしまった。
非常にワガママなきかん娘だったが、和人の優しさに触れ、また成恵の姉となったことから、万年雪が解けるような心的成長を見せる。
成恵の姉だが年下のため、学校では1年後輩の1年2組である。同級生からは「香奈ちん」や「お嬢」と呼ばれている。
本作における、ツンデレキャラの筆頭。その性格は、和人と絡む場面で最大限に発揮されている。ただし「はっきりとした恋愛観を未だ持って無い、精神的にはまだ思春期の中学生」らしく、和人の事は「安心感を求めて得られる兄か弟のような存在」と位置付けている。実際、「妹の彼氏」に対する姉、という立場認識は良くも悪くも堅固であり、「限りなく家族同等と認めた人間」という前提での精神的つながりを深く尊重する一方、和人・成恵の「男女関係を監督するお目付け役」を過剰意識した結果、暴走する事が少なくない。初対面以来、和人を「おっさん」と呼んでいるが、これも香奈花なりに、親近感を込めて呼び慣らしている節がある。
既に将来は星船の艦長と決めている。それだけに中盤から最終盤にかけて、星船の操舵や戦闘指示に高い能力を発揮。晴香を彷彿とさせる素は感情豊かながら要所では冷静な判断ができる指揮能力を発揮し、成恵や和人の危機を幾度も救った。最後まで晴香との意志疎通がうまくいかなかったが、最後の最後で成恵ではなく晴香の所に残ることを決めた。
7年後、銀連惑星日本宇宙艦隊の軍人（現在の階級は中佐）としてバチスカーフと共に地球を訪問。彼女がテレポートで成恵たちのところに跳ぶシーンがこの漫画最後のカットとなっている。

バチスカーフ
声 - 小菅真美
香奈花の世話役を務める深次元護衛艦（軍所属だったが現在は退役）。主に人間型の体を使って行動。船体は通常、成恵のアパートの隣に日本風の一軒家として偽装（変形）している。
常に穏やかで慎ましく働き者。それゆえ、七瀬家の家事もやることがある。気が使えてナイスバディでスポーツ万能な美人。隣のお姉さん的存在だが、香奈花はしっかり躾ける。
登場当初は表情も台詞も固かったが、以降は温和な表情が多くなった。
幼名「ソフィ・トヨカワ」。惑星フランスにて育ったが彼女のアリスウォーカーの転勤により、惑星日本の機族学校に転入した。
船体漢字名は「罰襟巻」。名前の元ネタは深海観測船である事が、2巻10話で八木はじめのセリフを借り、示唆されている。
終盤になって超兵器に対抗するため船体を改造、火力機動力共に1.3倍になった。最後まで香奈花と行動を共にする。7年後、銀連惑星日本宇宙艦隊の星船として香奈花を乗せて地球を訪問した。

七瀬 成美（ななせ なるみ）
声 - 川村万梨阿
成恵の母。旧姓・睦月（むつき）。成恵が9歳の頃（5年前）に交通事故で死亡。その際成恵を庇ったらしく、成恵に強い影響を与えている。
田舎の農家の娘で、結婚前は町の電子部品工場で働いていた。両親を早く亡くしたらしく、正と会った時には姉夫婦と同居していた。ただし7巻では成美と血の繋がりがあるのが兄の方であるように描写されている。
地元の「梅ノ川」で溺れていた正を介抱したのをきっかけに彼と恋に落ち、後に駆け落ち同然で結婚する。物静かに見えて帰ろうとする正を車で攫うなど大胆で、成恵の行動力は成美に似たらしい。
詩を書くのが趣味。自作の詩から故郷の自然のように「恵みを成す人に」という願いを込めて娘に「成恵」と命名した。

成美の姉
声 - 西宏子

名越 晴香（なごし はるか）
声 - 引田有美（アニメ）
香奈花の実の母で、銀連惑星日本宇宙艦隊の軍人（現在の階級は大佐）。
冷静な判断力を持つ優秀な人物ながら、香奈花の母親らしく地の性格はかなり過激。副官のコンゴウに「殺しても死なない」とつっこまれている。
初め、惑星日本外務省のエリート官僚（当時）だった七瀬正と結婚して香奈花を生むが、夫との生活のすれ違いから離婚した。現在は独身の模様。外宇宙勤務が多くウラシマ効果で時間を失っているため、正とはかなり年齢差が開いている。香奈花と一緒に暮らした時間も僅かなものである。
現在は重護衛艦「コンゴウ」の艦長。部下の機族たちを自らの家族同様に可愛がるという、軍でも非常に珍しい機族の扱いをするため、彼女らからは非常に慕われ「名艦長」とも呼ばれている。
後にある事件がきっかけで前夫と後妻の子供である成恵と出会うことになる。
10巻において異動で地球方面艦隊に編成され、正とも再会する。離別の負い目もあって香奈花を溺愛するが、仕事も大事にするため何度も激怒されている。また溺愛する場面ではドジなところを見せることも多い。
最終盤の成恵奪還作戦の際、香奈花に地球へ行く誘いを受けるもためらった。このため香奈花も最終的には晴香の所へ戻る。
アニメ版にも登場するが、当時原作においては回想シーンでのみの登場であったために具体的な設定は存在せず、単に「香奈花の母」としか表記されていない。

てとら
飯塚家の前に落ちていた金の卵から孵った謎の少女。
卵の正体は遺物であり、もとは銀連の艦船にて保管されていたが、「託された目的を果たす」ため逃亡。
てとら自身の意識とは別に3つの意識が存在している。監察庁の分析では、人間・機族が高次に複合した存在であるらしい。その後、中にいた青日人が外に出て純粋な機族と分析されるようになる。
他人の記憶・認識に干渉したり時間・空間を操るといった「因果を操る」能力がある。このため和人に突然赤ん坊が出来た、さらには1週間程度で就学児程度まで成長したことを和人以外の誰も疑問に思わない。
当初は自身の能力を過信し「失敗する事の意味」を無邪気ゆえに否定していたが、鈴の説得と教育により、その意味と価値を認め、失敗を失敗として受け入れ、世界は皆が作ったものだと尊重することを学ぶ。
彼女の正体は御柱の半身であり、超兵器アルマゲストそのものでもある。従って星船を作ることすら可能。アルマゲストが出現した際その説得に行くが、逆に取り込まれた。しかし成恵達の説得によりアルマゲストは崩壊、てとらも特殊能力を持たない人間として蘇生する。
最終盤では成恵奪還時に封じていた能力を解放、銀連議長を恫喝して七瀬家及びその周囲への不干渉を打ち出させる。香奈花とバチスカーフの銀連残留により帰る船が無くなったため、巨大星船テトラビブロスをその場で生成。地球へ帰還しようとするが、星門閉鎖により星船自体の存在可能性が消滅する。宇宙空間に投げ出されそうになるが機族3人娘のアシストで帰還した。後日談では高校生になっている。

### 飯塚家
和人の父
声 - 柳沢栄治（アニメ）

和人の母
声 - 山川亜弥（アニメ）

和人の姉
声 - 小松由佳（アニメ）

### 銀河系連盟
テイルメッサー 鈴木（テイルメッサー すずき）
声 - 西村知道
惑星日本監察庁の監察官。このような名前をしているが、れっきとした惑星日本人である。鈴・蘭・麗の直接の上司であり、正の上司でもあった。
その立場から成恵に「惑星日本」の人間であることを自覚するよう求めていたため、成恵に嫌われていた。そういう意味では成恵の「宇宙人コンプレックス」の元凶である。
しかし一方で七瀬家が穏便に過ごせるよう陰ながら見守り、七瀬家が地球に居るだけでも生み出される（+成恵達の警戒心の無さが生み出す）様々な問題や圧力に対処・防護しており、特に、純粋な銀河系人である正や香奈花の地球での平穏な生活は、彼を抜きにしては語れない。さらにこれは銀連や惑星日本としての方針に反しえる、彼個人としての意向であるらしきことが示唆されていた。
かなり優秀な麗・蘭と未知の可能性を秘める鈴を有し、地球圏の通信統括星船の上司であったりすることなどからも、彼の権限、少なくとも地球におけるそれはかなり大きい様子。
大統領の乱心騒動では大統領並みの感応力を持っていることが明らかになる。最終的には銀連世界へ帰還。最後まで成恵達の無償の愛を高く評価していた。

東郷田 武（とうごうだ たけし）
ビンテンの艦長にして艦隊司令長官である提督の初老の男性。
七瀬家に対するティルメッサー鈴木の方針を了承していた模様。情に通じ正確に理解し、冷静さを失わず汚さにもそつなく対応できる大人。

芝 逸男（しば いつお）
艦隊所属の総合科学者・軍医。その名の通りにバチスカーフを診断する他、遺物関連の問題についても発言する等、広範な知識を有する。
モデルは作者のかかりつけ医。

議長
銀連議会の議長である初老の女性。本名等は不明。
情や人を全く見ず、極めて政治的に物事を判断し、利己と恐怖への対処で処理する、本作中では珍しい「汚い大人」。また鈴など機族達に対して「人間の方が人間らしくない」こともあるという点を示しているキャラクターでもある。
銀連艦隊は文民統制されているらしく、辟易しながらもその命に従っている。

#### 機族
朝倉 鈴（あさくら りん）
声 - 壱智村小真
精神制御電波（マインド・コントロール・パルス）で人の心を操る監察庁の機族。諜報型だがドジが目立つ落ちこぼれ。頭髪は現在金髪のポニーテールだが、単行本1巻の表紙では茶髪だった。
登場当初は使命を完遂することのみを思考するエージェント風だったが、次回登場以降は地球生活好きで人懐っこいドジっ娘に変わった。和人へ密かに好意を寄せている様子を見せていたが、この点については比較的初期のうちから「成恵に対する遠慮」の方を優先する意識へ変化している。
護衛母艦・旻天（ビンテン）の一室に居住していたが、地上生活に憧れており、部屋は出所が怪しい地球土産物で埋め尽くされていた。地上での生活を許可され、7巻47話以降、七瀬家と同じアパートに下宿。
機族三原則を最優先プログラムとしてインストールされているため、威嚇としても生き物に対して暴力を振るえない。このため野良猫にすら負ける（これは全ての機族に共通した条項ではあるが、鈴は特にその折り合いが悪い）。
機族学校では麗・蘭の後輩で落ちこぼれだった。監察庁に配属された現在でもドジで子供っぽい言動が多いが、時にそうした普段の姿からは思いがけぬ働きを見せることもある。監察官や麗・蘭たちはそんな彼女を未知の力を秘めた存在として一目置いている。
成恵たちと関わることで、機族の枠を超えた思考を身に付けつつある。年上と目される機族に対し失言が多く、その都度彼女らの反撃を喰らっている。
アバロン大統領の乱心騒動では、培ってきた想いからでた言葉が大統領（チャーリー）の考えを改めさせるが、制御体の自爆に巻き込まれ蘭・麗と共にわずかな欠片を残して消滅。その魂は既知臨界点に辿り着く。既知臨界点を構成する蛇の力で、宇宙に投げ出される寸前の成恵たちの所に現れ、地球へ導く。細かく砕けた彼女らの欠片は流星となって地球に降り注ぎ、地球上全ての機械に宿った。
機族の女王は3人娘の将来の姿。既知臨界点で3人を出迎えた女王がベールを脱いだ姿は鈴そのものであり、並行世界それぞれに女王がいることから、3人娘が並行世界の機族を繋ぐ鍵となっているといえる。

天堂 蘭（てんどう らん）
声 - 川上とも子（アニメ）
監察庁戦術型機族。主翼の文字はAVVII。ピンク色（赤系統）のツインテールで、ユニセクシャルな衣装が多い。
勇壮だが相手を傷つけることを好まない。好きな装備はメカ取り網。
戦闘時はガンランスと呼ばれるグリップの付いた砲槍型武器を使用し、相手を分解切断する。なお、この武器は単体での擬態も可能で、地球上陸時には無用のトラブル防止からか、釣り竿や大型弦楽器（チェロまたはコントラバス）に変形し携行している。ベクトルドライブ（空間指向偏向装置）も使用可能。
幼少時は、武道家のアリスウォーカーに厳しく育てられた。登場初期、一人称は「俺」および「オレ」であった（程なく、鈴・麗と同じく「私」になる）。
機族学校では鈴の先輩で、麗と首席を争った秀才。運動性能を活かした宇宙空間での戦闘力もピカ一。しかし、生真面目で考え込む癖があり、やや融通がきかない面もある。
アルマゲスト戦で無力感に陥るも、人間と機族との関係を見つめ直して復活した。大統領の乱心騒動で消滅、その後は鈴と同じ運命を辿る。

音無 麗（おとなし れい）
声 - 桑谷夏子（アニメ）
監察庁戦略型機族。主翼の文字はAVII。電子戦に長け、索敵警戒を担当。水色（青系統）のロングヘアーで、お嬢様な衣装と帽子を好む。
お淑やかでいかなる時（特に戦闘状況時）にも冷静を常とする一方、その冷静・自然体・お嬢様調で、皮肉や憎まれ口を平然と叩く悪癖がある。
アリスウォーカーである音無家は惑星日本の農業区である椿ノ区に在する農家であり自然の多い環境で育てられた。しかし機族としての力が覚醒する以前に姉と慕った養家の娘を川辺の水難事故で喪うという悲劇に見舞われて鮮烈な愛別離苦を経験し、その精神に決して軽くはないトラウマを負っている。これが普段の皮肉や憎まれ口を交えた態度（軽度の虚無主義的思考）の原因でもある。
戦闘時には蘭の武器を強化したり、高い精度の挙動予測を行って蘭をサポートする。誘導型ミサイルやファンネルを使用した直接攻撃も可能。蘭と麗が揃えば軍の一般機族では全く歯が立ない程の、歴戦の勇士の放浪機（機族）すら葬る戦闘力を示す。
機族学校では鈴の先輩で、蘭と首席を争った秀才。蘭・鈴との3人組の中ではリーダー格。蘭のよき理解者で、いつもさりげなくフォローしている。また、鈴に自分達とは違う力があることを認めている。
他の2人と同様に大統領の乱心騒動で消滅。

ビンテン
銀連第七艦隊（地球派遣艦隊）旗艦。漢字では「旻天」。見た目は数歳の幼女だが、実年齢は100歳を大きく超えている。しかしあやし方は幼女のそれである。
ビンテンの船体は3つのドックを有するドック艦でもある（内1つである3番バージは大統領の乱心騒動で切り離され制御体の自爆によって喪失）。

ハタカゼ、ホルニッセ
双方ともにバチスカーフの元同僚の星船であり、機族学校の級友。ハタカゼの幼名は「風見」、ホルニッセは「モニカ」。
ハタカゼは武伏事件で艦首を切断されている。またバチスカーフに譲ったマストには「斬龍」の名が記されている。艦長は藤原（男性）。
ホルニッセはエプロンドレスで、惑星日本所属艦の多い第七艦隊では珍しい、惑星ドイツ出身。艦長は源（女性）。

シラセ
転送・通信を管理する転送通信艦。必要に応じて複数の人間形態を作ることで、複合演算を可能としている。極めてノリの良い性格をしている。

村田（むらた）、三波（みなみ）
第七艦隊所属の機族参謀。地球における機族の任務の指揮及び、要人への状況説明などを担う。村田は極めて冷静沈着に職務に当たり、三波は明るくサポートする。常に忠実に任務を全うし和人達にも厳しく接していたが、艦隊が地球を離れる際の成恵達を見送る瞬間は感極まって涙を流していた。

雫月 葉（なつき よう）、日渡 芽（ひわたし めい）、依吹 蕾（いぶき らい）
第208特殊作戦連隊所属の機族。監察庁の三人娘と親交があり、彼女達が無断で帰省した際には身代わりを務めている。なお508とするものもあるが、誤記と見られる。

タイシャン、ロレーヌ、コンカラー
晴香がかつて所属していた銀連第四艦隊に所属する星船達。
タイシャンは銀連第四艦隊旗艦（艦長は黄提督）で、男湯に素っ裸でためらいなく入る性格。

##### 艦籍番号
- PJSS287 深次元護衛艦 バチスカーフ（罰襟巻）、元銀連第2艦隊所属、退役していたが銀連第7艦隊に復帰　現役時はGUSS287
- GUSS1122 高速護衛艦 ハルナ（春名）、元銀連第7艦隊所属
- GUSS800 護衛母艦 ビンテン（旻天）、銀連第7艦隊旗艦
- GUSS010 転送通信艦 シラセ（知）、銀連第7艦隊所属
- GUSS1730 重護衛艦 コンゴウ（坤剛）、銀連第7艦隊所属、銀連第4艦隊より異動
- GUSS133 ハタカゼ（泰風[6]） 、銀連第7艦隊所属
- GUSS88B ユーロネクサス巡航艦 ホルニッセ（HORNISSE）、銀連第7艦隊所属
- GUSS4000 タイシャン（太山）、銀連第4艦隊旗艦
- GUSS808 コンカラー、銀連第4艦隊所属
- GUSS1789 ロレーヌ（LORRAINE）、銀連第4艦隊所属
- GUSS119 火打牙、銀連第4艦隊所属
- UGSS08 ムラクモ（叢雲）、元銀河系連合基幹艦隊
- GUSS1151 張馬
- GUSS227 ESCRITOR
- GUSS456 BANKPAKONG
- GUSS1757 TAMAN SARI
- GUSS007 FLEMING
- GUSS436 SHUNYOU
- GUSS087 艦名不明
- 艦番不明 ROCANNON
- 艦番不明 HAYASE
- PJDF130 高速護衛艦 鬨風、惑星日本軍所属
- PJDF131 高速護衛艦 駿風、惑星日本軍所属

### アバロン合星国
ハワード・アワーソン
アバロン合星国大統領。ユニ・ミルキーウェイの上司でもあり、ストレルカ・ベルカにとってはエビデンスに関わるクライアントである。アバロンは生体工学が進んでおり、大統領は激務のため5体のクローンが認められている。それぞれクローン間では、A（アルファ）B（ブラボー）C（チャーリー）D（デルタ）E（エコー）とフォネティックコードで呼び合い、「外交向き」「マスメディア受け」「演説上手」「能力者で有る無し」などの差があり、分担して大統領の責務を担当している。
作品ではチャーリー人格とデルタ人格が主に登場している。チャーリー人格が表で気さくな性格で真意を相手に示しながら、同時にその裏でデルタ人格が陰謀を進める強かさも合わせ持つ。それは外交においても、交渉に乗り込みながら成恵達を拉致するなどにも現れている。しかしそれらはあくまで、国是である蛇の駆逐と、アバロンの起源とも推測される地球を自国の影響下に置くためである。
デルタ人格はその後、「バイナリィ・ユニバース」の結末を現実の物とすべく、並行世界の地図を入手し世界の制覇を目論む。しかし3人娘らの活躍で阻止され、またデルタの行動を止めようとするチャーリーにより攻撃に用いた制御体を3人の至近距離で自爆させられた。
満身創痍となったデルタは、地球へ帰還する成恵達の様子を見つめつつチャーリーと共にアバロン世界へ帰還する。
ストレルカ（Стрелка）
傭兵姉妹の姉で、星船型機族。サイボーグ（元人間の機族）である。
元は連星国の惑星モスクワに住む普通の少女だった（当時の本名は「ソーニャ・ルナースカヤ」Соня Лунаская）が、ある日反政府テロの巻き添えとなり、自らは比較的軽症により一命を取り留めるも、両親を失い妹も瀕死となる。政府関係者の勧めを受け、復讐として自ら望んで妹ともどもサイボーグ化した。能力は極めて優秀であり、特に機動性については地球を防護する銀連艦隊がやすやすと出し抜かれるほど。
現状はアバロン大統領の命で“アバロンではない”便利な駒として使われている。エピデンスなどに強い興味を持つ。
その後てとらと成恵達との仲を裂こうとするが逆効果となった。てとら救出作戦では救出チームに加勢するなど、成恵達をアシストするようになる。
銀連とアバロンの裏取引により切り捨てられ、銀連の地球撤退命令と同時に捕縛されるが、その後にあった大統領の乱心騒動では銀連側についてデルタ人格の野望を止めることに協力。最終的には銀連世界へ帰還。
ベルカ（Белка）
傭兵姉妹の妹で、戦闘機型機族。同じくサイボーグである。
能力は同じく優秀であり、蘭・麗を同時に相手にして互角。またサイボーグである利点（とりわけ、機族三原則を全く無視した戦闘行動）はベルカの方がよく利用しており、機族の様々な長所にアバロン人のような超能力も併せ持っている。
エピデンスなどにはあまり興味がなく、割合現実的な思考。普通の人間の少女の頃（当時の本名は「イーラ・ルナースカヤ」Ира Лунаская）から、父親譲りで絵画を得意にしており、その関心嗜好はサイボーグの身となった現在もクリスタルを通して承継されている。
自身を完全に道具だと認識し、冷徹に行動する。一方で元の体を取り戻すべく、予言書を書くはじめに接触。しかし未来改変の道具として使われることを拒否された上、逆に彼女に自分の天使になって欲しいと言われる。以降は過去や利害にとらわれずに行動するようになった。姉と行動を共にし、銀連世界へ帰還。
傭兵姉妹は自らを「バルザーヤ」（борзая、猟犬の意味）と称している。
武伏（ウーフー）
元は大日本帝国帝国軍に所属していた機族。本名は桜庭 ハル（さくらば はる）。
200年前、当時の帝国軍の機族教員であった養父として徹底した戦士としての教育を受けて惑星中国で戦闘に従事するが、戦いが終わった後も最強の戦闘機になることが全てであるとする養父の教えを絶対視する余り、戦闘機の存在を否定し始めた人との心の繋がりを拒絶して放浪機となり、自らを改造して傭兵として戦場を転々とした。
合星国政府によって追い詰められたアバロンの過激派組織「地球は人類のもの連合」に雇われて、七瀬家を襲撃するが、鈴と援軍に駆け付けた蘭・麗たち銀連の機族たちによって計画は阻止された（「武伏事件」）。
鈴との戦いで致命傷を負うものの、鈴たちの説得を拒み、最後まで戦闘機としての生き方を貫いて消滅、アプリオリに還っていった。

### 香奈花の友人
味沢 千佳（あじさわ ちか）
香奈花のクラスメートで親しい友人。ショートカットで活発系の性格。テニス部員。
あだなは「千佳ぼん」で間柄としては悪友に近い。
父親は自衛官で、よく「私用」と書いた張り紙を貼った装甲車を乗り回している。親の影響で彼女もミリタリーオタク気味。将来の夢も戦車乗り。
中村 明子（なかむら あきこ）
香奈花のクラスメートで親しい友人。頭にハチマキのメガネっ娘でオタク趣味を持つ。文芸部員。
一応は常識人で千佳を諌める役目を持っているが、やおい小説趣味の点で暴走しやすい。
あだなは「アキ」。明子のオタク趣味は姉（アニメショップ店員）の影響である。
この2人、香奈花が銀河系人である（=地球人ではない）事を巡る秘密は、すでに共有している。

### 桜ノ中学校
この2人は、2006年（平成18年）に発売されたスペシャル・エディション（総集編DVD）の初回特典ドラマCDで初めて声が入った。
天乃川 宇宙（あまのがわ そら）
声 - 疋田由香里
和人のクラスの少しズレた金髪美人の副担任。
眼鏡をかけている。スプーン曲げの先生として生徒たちに人気を博す。男性教師にチヤホヤされるため、女性教師からの評判は一部を除きあまり芳しくない様子。
実はアバロン星雲合星国の特佐（スパイ）で本名はユニ・ミルキーウェイ。強力な超能力者（パーセプター）である。地球と七瀬家について調査にやってきた。教師になるのは以前からの夢で、教師生活を楽しんでいる模様。それだけに、時に本職のスパイ業務と教師の役割との狭間で悩む姿も見られる。
学生時に将来を誓い合った恋人がいたが、突然消失。周囲の記録や記憶も「食われ」、その原因を追究する最中、自らがパーセプターであることと「蛇」の存在を知ることとなった。そのため「蛇」に対しては激しい敵対心を見せる。
しかし状況は一変。合星国の政策転換（9巻60話以降）により、「祖国と大統領に忠誠を誓うスパイ」としての立場を失う。さらに、仙女ムラクモとの出会いをきっかけに、「恋人の死を巡る真実」と、現代のアバロンでは伝えられていない、「機族とアバロン人が手を組んで共闘した歴史」や「蛇--クリスタル--機伝子の共通性」を知り、「『蛇』への復讐に執念を燃やすパーセプター」としての存在意義に対し、自ら深い疑念を抱くに至る。
結果、純粋に先生として生徒を守ることになり、香奈花からエビデンスや銀連関係の相談をされたりしている。さらに成恵達が戦闘を伴う行動をしたときには頼れる戦力として活躍。最後には捕縛されるが、傭兵姉妹と共に艦隊の危機を救った。
銀連の撤退命令では撤退側にいたが成恵奪還作戦で成恵達につき、地球へ戻る。その際パーセプション能力の源である力の石が消滅し、その能力も失われた。
後日談では金原と結婚、子宝に恵まれる。また教師も続けている。
名前の「ユニ」は英語で「単一の、同一の」の意味であり、また宇宙（ユニバース）という語の接頭詞でもある。「ミルキーウェイ」は天の川だが銀河系の意味も持つ。
金原 光一（かねはら こういち）
声 - 千葉一伸
成恵と八木のクラスである2年2組の担任教師。テニス部の顧問。
生徒思いの若き静かな熱血教師として知られており、生徒に慕われている。意志薄弱と言われがちだが、実は底抜けの優しさを持つお人よしであるがゆえに我を通せないだけ。生徒のために我が身すら投げ出せる、教師として最高の信念と適性を持つ男。オープンのスポーツカー（セリカのコンバーチブルローン残り5年）を乗り回すナイスガイ。
実はヅラであり、しかも車のローンに給料の大半を取られているため、安物を着用。そのためよく脱げるので、全校に知られている。しかし本人的にはトップシークレットであり、周囲の生徒たちも、気づいていることを気づかれないように、必死でフォローしている。
彼女なし。宇宙先生に片思い中だった。しかし合星国大統領と会話しているところを発見。後日玉砕覚悟でデートに誘い、あっさり了承された。以降は交際を続け、後日談では宇宙と結婚している。
篠原 志穂（しのはら しほ）
声 - 西村ちなみ
桜ノ中野球部のマネージャー3年、通称カントク、部活をサボる丸尾を追い掛け回している。
人一倍野球部に力を注いでいる。

### 島田屋旅館
ハルナ
声 - 冬馬由美
戦うことが嫌で、戦場を放棄し、地球に降り立った惑星日本の軍に所属する星船。その正体は高速護衛艦「春名」。
降り立った海岸で浜茶屋のオーナーである島田昭雄と出会って恋に落ち、彼の運営する浜茶屋で店員として働くことに。しかし勤務中、香奈花とバチスカーフに出会って宇宙に連れ戻されることに恐怖し疑心暗鬼となった。誤解を解くために香奈花達は彼女と友人として接することになる。実質、バチスカーフの妹分で彼女を「先輩」と呼び慕っている。
以上のことから、かなりそそっかしい性格が窺える。その後、香奈花を通して成恵たちと知り合い、彼らの尽力で島田と結婚（入籍はできないため、形式的な挙式を行うだけ）する。また七瀬家と監察庁の機族3人娘を通して軍と折り合いがつき、以降は退役艦の身分である（接触前は放浪機化も危惧されていたが、島田オーナーとのラブラブぶりを見せつけられ、その懸念はあっさり解消された）。
旅館の託児所で保母として働くこともあり「ママいらずの、あやしのハルナ」として恐れられているらしい。打たれ弱くそそっかしい性格も、客に揉まれることで強靭になった。
成恵達からてとらの養育を引き受け、本当の親子といえる関係を築く。島田の母も「突然孫ができた」といいながら喜んでいた。
アルマゲスト戦で日本に迫った超兵器に対し星門を開いて撃退するが、その負荷のため船体機能の大半を喪失。その後銀連の地球撤退命令に従うが、成恵奪還作戦で地球へ残ることを選択する。地球降下時に人間となった。後日談では島田と共に旅館を切り盛りしている。
本名（少なくとも、機族学校時代まで名乗っていた）は「水島 春名（みずしま・はるな）」。
島田 昭雄（しまだ あきお）
声 - 遊佐浩二
老舗の温泉旅館の一人息子。夏は旅館が出張運営している浜茶屋のオーナー。そのため「島田オーナー」と呼ばれることが多い。
夜の海岸でハルナと出会い、恋に落ちる。その後、成恵たちの尽力で彼女と結婚する。夫婦生活は非常に順調。
特に恋愛関係のことで和人達の手に余る事態が起きたときには、そっとアドバイスをくれる。ところが、元から相思相愛であったために、あまり役に立たないアドバイスであることも。

## 魔砲少女四号ちゃん
『成恵の世界』の劇中劇として発表された作品。「魔法少女もの」のパロディであり、タイトルの『魔砲少女』はそのもじり。後にアメリカで第5巻まで刊行された『成恵』原作単行本では、その部分を"Magicannon Girl"と訳しているが、現実における『ヤングエース』での正規連載（後述）に伴い、正式な英語表記として採用されロゴに組み込まれている。その際の英語表記では『Magicannon Girl Mk.IV』が作品の正式な英名となっている。
結果的に「魔法」を「魔砲」と置き換えた「魔砲もの」初期の代表作となる。元が劇中劇のため存在自体はマイナーであり、作者は『フィギュアの丸尾ちゃん』内で「魔女っ娘の極北」と冗談半分に評している。
なお、登場人物や後述するCDドラマ版の声優については『魔砲少女四号ちゃん』 登場人物を参照。

### 劇中での描写
『成恵の世界』の主人公である飯塚和人が好きなアニメ作品として名前が挙げられている。
劇中内では「月刊少年ベータ」に連載。テレビ大和をキー局に放映。主にハイティーンのオタク層に人気のある作品として描かれる。作内では頻繁に再放送が行われており、ガシャポンのフィギュアも街中の至る場所に設置されている。
第一期作品はDVD-BOXが発売。現在、第二期作品である「突撃!四号ちゃん L70」が製作・放映されている。なお、この第一期から第二期に移り変わる際に、この作品をテーマとした「コスプレのど自慢大会」なるイベントが開催されている。

### 現実における展開
『成恵の世界』を連載していた『月刊少年エース』と、その増刊である『エース桃組』に単発読切の形式で掲載された（以下これを『桃組版』と称する）。
『桃組版』の掲載号は創刊号である『エース桃組』Vol.1（2000年（平成12年）発行）とVol.3（2001年（平成13年）発行）と『月刊少年エース』2002年3月号（元々は『エース桃組』に載せる予定だった）の3回。現時点での単行本収録はされていない。また後述する『ヤングエース』連載版に内容が流用（『桃組版』から設定や一部キャラクターのデザインなどがリファインされている。後述）されているため『桃組版』の書籍版単行本収録、特に掲載時の内容に基づく、このバージョンオリジナルとなる内容での当時の執筆原稿から起こされる形での単行本への収録は、ほぼ不可能と見られている。これら初期3話に関しては2015年（平成27年）2月に『ヤングエース』連載版の単行本第1巻が発刊された際、電子書籍版限定特典として、各掲載雑誌からデータ化された桃組版が付随収録されている（書籍単行本版には未収録）。
この『桃組版』におけるストーリーは主人公である大当 真名花（だいとう まなか）が魔砲を得て「四号ちゃん」になるくだり（1話）と、魔砲壊滅を狙う一派「ユニオン」の少女ケイ・シャーマンがやって来て真名花と戦った末に友人となるくだり（2話）と、三号の暗躍で六号が四号ちゃんたちと激突するくだり（3話）までが掲載された。この内容の大筋は『ヤングエース』連載版の1〜3話にてほぼ踏襲されている（ただし前後述しているようにリファインによって細部が変更されているため『桃組版』の1〜3話と『ヤングエース』版の1〜3話はまったく同一の話ではない）。
2002年（平成14年）8月に主人公である四号ちゃんのガレージキット（8分の1スケールレジンキャスト）が『少年エース』系読者向けに限定発売され、告知漫画『フィギュアの丸尾ちゃん』が『月刊少年エース』8月号と『エース桃組』夏号に掲載された。なお内容は日ペンの美子ちゃんのパロディで、購入すべきか悩む和人に丸尾が購入を勧める、というもの。
2002年（平成14年）から2003年（平成15年）にかけて『成恵の世界』のCDドラマ化・アニメ化に引きずられ、本来『成恵の世界』であるはずの番組枠を乗っ取る形でラジオドラマ及びCDドラマ化した。一応『成恵の世界』の劇中劇として、同作内でアニメ化もされている（単体作品としてのCDドラマ化・アニメ化ではない）。
初掲載から10年以上経過した、2013年（平成15年）12月28日発売の『ヤングエース』2014年2月号にて、魔砲少女四号ちゃんの連載予告が掲載され、それから4ヶ月後の2014年4月4日発売の『ヤングエース』2014年5月号より改めて連載が開始された。なお、この連載においては設定内容が『桃組』掲載分（『成恵』劇中劇での設定）から、いくばくかリファインされており、第1話は新設定に合うよう、『エース桃組』において掲載したものに加筆と修正が加えられている（『桃組』『少年エース』掲載分の設定やストーリーが引き継がれず、設定変更およびリスタートした上での連載となっている）。なお、ヤングエース2014年10月号では『成恵の世界』の星雲賞受賞を受け、『成恵』と『四号ちゃん』のクロスオーバー短編が掲載された。

### 『魔砲少女四号ちゃん』 登場人物

#### 第一期
大当 真名花（だいとう まなか）
声 - 野川さくら（アニメ）、西村ちなみ（ラジオドラマ）
劇中劇のテレビアニメ（詳細は上記）「魔砲少女四号ちゃん」の主人公。「四号の魔砲」の力によって「魔砲少女四号ちゃん」に変身する。なお「四号ちゃん」状態のモチーフはIV号戦車。
魔女らによって『月を射る魔女』と予言された少女。この予言は彼女の二つ名としても機能する。死亡寸前の先代四号より魔法の銃砲である「四号の魔砲」を託され、それを巡る争いに巻き込まれる。
変身前は弓道道場の娘で、おとなしめの少女。学校でも弓道部に所属しており、その腕から先輩に妬まれていじめられ、部内では孤立している。変身後は普段抑圧されている反動からか非常に明るい。
普通、魔砲に選ばれた者は、その力に溺れて凶暴化・粗暴化し、破壊衝動のままに自らの住む世界を壊していくが、なぜか真名花は自らの意志を保ち破壊衝動も持つことが無かった。
第二期作品「四号ちゃん L70」では頼れる先輩として魔力も上がり、四号に変身することなく魔力を使い超重戦車マウス（M1三個分）を軽々と引いて走ることができるようになっている。
ケイ・シャーマン / 三神 ケイ（みつがみ けい）
声 - 新谷良子（アニメ）、田村ゆかり（ラジオドラマ）
「魔砲少女四号ちゃん」の登場人物。モチーフはM4中戦車。
真名花の前に突然現れた謎のメガネっ娘。全魔砲の壊滅を目指す宗教一族「ユニオン」に所属している、同団体を束ねる「西の魔女」の娘。真名花には当初、魔砲の破壊使命によって接近したが、真名花の想いに打たれ宗教一族から離反、親友となる。
魔砲を持ちながら、その力に溺れることの無い真名花に興味を抱いており「ユニオン」がボルジーグ一派よりも真名花寄りなのも彼女の功績による。
真名花にとっては頼れる相棒。互いに背中を預ける友として庇いあい助け合いながら苛烈な戦いを勝ち進んでいく。
第二期作品「四号ちゃん L70」では「ユニオン」の教官として、ススメ達に代表される後進の魔砲少女を直接指導する立場にある。また、ススメにとっては従姉にあたる。
ヤングエース版ではフルネームがケイ・シャーマン・ミツガミとなっている。また正確には「魔砲少女」ではなく「魔装砲具」を纏う魔女とされている。のち真名花のいる学校に留学生として転校。学生としては普段、通名として三神ケイを名乗る。また、魔女としては一族きっての落ちこぼれで「魔装砲具」を身に着けているのも足りない魔法の力を補うため（いわば肢体障害者にとっての義肢のようなもの）とされている。そのために砲具を纏ったその姿は魔女（一族）の中でも差別の対象になっている。
渡辺 亜矢子（わたなべ あやこ）
真名花たちが通う学校の近くにある神社、春門神社の娘（巫女）。新体操部に所属する真名花たちの学校での先輩。ヤングエース版からの新規キャラクター。
何らかの戦いにおける「先触れ」として四号の夢を見る。のち真名花が「四号ちゃん」である事を知り、退魔の手伝いを依頼する。かつて退魔を成した武人の家系であり、自らもその力を持つとされている。
密かにヒーロー系の物語が好きらしく、四号ちゃんに憧れを抱いているような描写も見られる（ただしケイにはあきれられている）。
四号（先代）
ボルジークに反旗を翻し、その元から脱走した魔砲使い。そのために仲間であった筈のボルジーク配下の魔砲少女たちから裏切り者として追われることに。ミス・パンターに撃墜され落下した際に自らの死を予感。その側に真名花がいたため、彼女に自らの魔砲を託し、自らはそのまま自爆する。
ヤングエース連載版では「始めの九門（ナイン・オールド・ガン）」の一人としてボルジーグに大魔砲の礎となる事を命じられたが、それを不服とした五号に陥れられて裏切り者の汚名を着せられ、撃墜・自爆させられた事になっている。
体は滅びたが、その残留思念は自らの魔砲の中で生きているようである。
ボルジーク
声 - 竹口安芸子（ラジオドラマ）
全ての魔砲を集め、世界支配を企む魔導師。常にローブ姿であり男か女かも判別が不能のように描写されている。ほとんどの魔砲少女たちは彼の部下（主人公である真名花たちや「ユニオン」配下の魔砲少女を除く）であることが多い。自らの元から離反した四号と彼女が持っていた魔砲を追っている。
ヤングエース連載版では「砲王（法王）」を称して原初の魔砲少女「始めの九門（ナイン・オールド・ガン）」を揃え、彼女らを始めとして魔砲少女たちを束ね、大魔砲を成して「大魔法」を発動し、世界を救済する事を目的とした、聖母然とした「清楚な魔女」として描かれており、常に御付の子どもを従えている。
五号/ミス・パンター
声 - 浅野まゆみ（ラジオドラマ）
ボルジークの部下。冷酷なお姉さん。四号に立ちはだかる最初のライバル。モチーフはV号戦車パンター。
ヤングエース連載版では大魔砲の寄り代・礎となることをボルジークに指名された四号に嫉妬し、彼女を陥れて破壊し、現場にいた真名花を銃撃。四号の魔砲を手に帰還し、ボルジークには「四号は裏切り自爆した」と報告する。しかし、破壊された四号は、そのときすでに真名花へと自らの魔砲の魂を譲り渡しており、彼女がボルジークへと戻した魔砲はただの抜け殻に過ぎなかった。その事を知らされて真名花が死んでないことに気づき、彼女を探し出すため真名花の学校を襲う。だが、その様に憤りを感じ激昂した真名花は四号の力に覚醒して魔砲少女四号ちゃんが鍛生。そして四号ちゃんに返り討ちに合う。
ミス・ティーゲル
ボルジークの部下。パンターとは反目しあう仲。パンター撃破後に四号達の前に立ちはだかる。モチーフはVI号戦車。
六号
声 - 佐藤ゆうこ（アニメ）、斎賀みつき（ラジオドラマ）
ボルジークの部下。成恵版では四号たちを「旧式」とバカにしている幼く無邪気な少女。桃組版・ヤングエース版の六号は新たにリファインされた、お姉さん然とした凛とした女性となっている。
桃組版およびヤングエース連載版では、成恵版のような事はなく、むしろ巻き込まれた真名花を不憫に思い、彼女に対して魔砲を手放すように働きかけて戦いへと持ち込む。戦いの悲惨を知れば真名花が魔砲を手放すと考えてのことだったが、逆に戦いを通じて真名花が人に対して抱いている「絶望」を察知。これを慮って自ら真名花に討たれる。
なお、成恵版の六号の外形デザインや性格は下記の三号（珊瑚）に流用されている。
三号/渚 珊瑚（なぎさ さんご）
ボルジークの部下。「始めの九門（ナイン・オールド・ガン）」の一人。モチーフはIII号指揮戦車K型。補助装備として2匹の猟犬であるゴリアテとボルクヴァルトを従えている。桃組版およびヤングエース版においての役目は変わらず。上記の通り、成恵版六号のリメイクキャラクターである。
性格的には非常に軽く、無邪気ゆえに残酷な存在。また「始めの九門（ナイン・オールド・ガン）」である事にこだわりを持っており六号や五号を（先代四号も）「ねえさま」と慕うが、それ以外の魔砲少女（四号ちゃんやシャーマンちゃん）に対しては嫌悪を抱いている。
四号ちゃんとシャーマンちゃんに退けられた後、ボルジークの真名花を引き込むための策略によって真名花たちの同級生となる。

#### 第二期・四号ちゃん L70
猪頭 ススメ（いのかしら ススメ）
第二期作品「突撃! 四号ちゃん L70」の主人公でケイ・シャーマンの従妹。
先代主人公である真名花よりも心の芯が弱くへこたれやすい「普通の現代っ子」の側面が強調されている。
トレーニングの際に引っ張ったM1エイブラムスの装甲に使われている劣化ウラ…（演出上の、原作表記ママ）が嫌と駄々をこねている。
モチーフは4号駆逐戦車L/70。
『成恵の世界』劇中での声優は「現役中学生声優」の貝柱きりり（声は前田ゆきえ）。

## 用語

### 『成恵の世界』用語
本作品では地球が主な舞台であるが、それに対して幾つかの宇宙人組織が干渉している構図となっている。なお銀連とアバロンは実際は異なる並行世界に存在することが、物語後半に示唆されている。またこれ以外にも連星国という国家組織の存在が確認されている。また銀河系連盟と近似の並行世界である銀河系連合や、アバロン合星国と近似の並行世界である基軸第六世界のアバロンの存在も示されている。

#### 宇宙の星間（並行世界を含む）国家および組織
銀河系連盟（銀連）
各星系が地球上の各国家がトレースされたかのような状態になっている星間連合組織。「機族」たちと共存した文明を成り立たせているが、各星系は決して一枚岩ではなく機族を前に立てた代理戦争を行うことで、パワーバランスを保っている。
この状況は宇宙に生きる人々に「争いがすぐそばにある」という目に見えないストレスを常に与えており、それゆえに銀河系人（銀連に属する国家に籍を持つ人々の総称）は常に不機嫌である。成恵の父・七瀬正はその状況を打破したいと願い地球にやってきた。それは「銀河の星々の文化を1つに押し込めたような星が、なぜ即座に滅ぶことがないのか」を知るためだった。
地球には銀連から地球派遣艦隊として第七艦隊が派遣されており、また成恵を始めとする「七瀬家」については、彼女の父が銀連に属する惑星国家の1つ惑星日本の出身であることから、その下部組織である監察庁が主に関わっている。彼らは基本的には成恵たちの味方として動いている。
ただしこの事象は現地のテイルメッサー鈴木や派遣艦隊の独断に近いものがある。一時期の惑星日本上層部には七瀬家の存在を知らない者もいたが、一部の事情通や縁者は「地球の七瀬家」の存在を知っており、ゆえに七瀬家は時折、外交の道具として使われかけることもある。
所属する国家は惑星日本の他、惑星フランス、惑星ドイツなどヨーロッパ諸国、更に人や機族の名前から中華系国家が加わっている模様。
アバロン合星国（ユナイテッド・スターズ・オブ・アバロン）
白鳥座アバロン（連載初期から中期時は北アメリカ星雲と表記される場合もあり）と呼ばれる宙域に存在する銀連と異なる国家。現在のアメリカに似た文化様式や政治体制を持ち、居住可能な惑星はそれぞれアメリカの州の名前となっている。
アバロンの文化では機械は道具に過ぎないと考えるため「機族の否定」という意識がある。アバロンはその惑星国家開拓の過渡期において「蛇」と呼ばれる謎の支配者とその配下の機族的存在と戦いを強いられたと歴史で伝えている。
銀連とは一度戦争をしているが、アバロンが初めて接触した異文化（銀連）が蛇（機族）に支配された人間社会だったと見て、それを解放しようとしたためである。機族＝蛇の誤解は解けて終戦となったが、現在でも銀連とは宇宙・地球における権益を巡って反発、一触即発の戦争が起こりかねない間柄である。
能力者（パーセプター）という人間がおり、催眠術や念動力、予知能力などが使える。この能力は銀連や地球の人も稀に有しているが、蛇との戦闘で母星から離れ、長い宇宙生活を強いられたアバロン人は「宇宙船の間や遠く離れた同志と通じたい」という願望が強かった結果として、多くの者が能力を得ている。
メンタリティーの面では、「ほぼ全ての能力において遥かに凌駕する機族に人間の心が奪われ、現実的に「機族が人間を支配している（ように見える）銀連」と我々は違い、人間の誇りと尊厳を守り支配する力を、パーセプションに唯一求めるアバロン人」という意識が強く働いている。
地球は人類のもの連合
アバロン国内に存在する過激派組織。彼らは地球に機族と銀連の人間がいるのを良しとせず、七瀬家を排除するために様々なテロ行為を行っている。しかし襲撃前に文面の整った予告状を送るなど、変な所で礼儀正しい。当初、主に登場したアバロンの組織であるが、合星国登場以後はその活動は抑えこまれ、武伏事件以降の活動は確認されていない。
ラジオドラマで成恵を狙うアバロン人工作員役を演じた川津泰彦の演技がスタッフ・キャストの間で好評であったため、以後のアニメ版などのシリーズ作品でアバロン人工作員（複数登場する場合にはそのリーダー役）が登場する場面には人物が違う場合でも必ず川津が配役されている。
惑星ツルギスタン、タテスタン
ツルギスタンは、黒い蛇（現地語でムシュフシュ＝始まりと終わりの竜）に呑まれた星。王族のツルギン・バサリ、シュシュル・フェネ兄妹をはじめとした住人は、その直前に巨大艦船ニヌルタにて脱出し、地球にたどり着いた。バサリは地球に住む銀連人である成恵と結婚することで避難民が地球に移住できると考え、和人と対決した。彼らは最終的に惑星日本が受け入れることになる。
タテスタンは、ツルギスタンと長く戦争を続けていた星。銀連第七艦隊の保護下にある。ツルギスタンが突然消滅したことで、アバロン合星国は銀連とタテスタンが共同でツルギスタンを滅ぼしたと決めつけ、タテスタン周辺へ侵攻を開始する。しかし開戦直前に両者の会談が行われ、衝突は回避された。
緑日（グリーンデイ）、青日（ブルーデイ）
並行世界の存在で、蛇を滅することを目的とし人は魂のみとなって機族である御柱と共に幾多の並行世界を渡った存在。しかし闘いを続ける中で、その存在はいつしか蛇同然の黒蛇となり、逆に蛇として攻撃を受けるようになった。結果、どこかの星で引きこもることを選んだのが緑日人、闘いを続けるか意見が分かれ2つに分裂して地球に落下したのが青日人となる。なお両者は銀河連盟と銀河連合、アバロン合星国と基軸第六世界のアバロンと同様に近似した並行世界の存在という関係にある。
制御体
アバロンで機族に対抗して用いられる機械。人型とはいいがたい形だが、サイズは基本的に人並み。
機族には機械である限り、一方的に制御されてしまう。これはアバロン人が使う着ぐるみに見えるパワードスーツでも同様であるため、機族に対抗するには、アバロン人が持つ念動力か、自律制御化されている制御体かとなっている。
個体数は多くはない模様。自我は持たず命令に忠実に従うとされているが、一部個体では自我を持ったものもいる。
サーブボット
限定AIを搭載したロボット。銀連で機族や人間の補佐として、主に単純作業用として稼働している。機族より機能は大きく劣り、主たる目的以外に使えないが、感情やハッキングなど外部からの影響を受けにくいという利点もある。

#### 機族
作中において、自我を持った高度な機械知性体を機族と呼ぶ。全て女性型で、総数は約8億4000万個体。そのトップに女王と呼ばれる人物が君臨している。人類の守護が目的とされるが、全ての人間がそれを額面通りに受け取っているわけではない。基礎原則（行動原理あるいは本能として機能するプログラム）として機族三原則が組み込まれており、生き物を殺めることはできないが、それ以外は人類と同レベルの思考可能性を持つ。稀には人類と機族の間に恋愛感情を生むこともある。ただ「優秀で当たり前」な存在である以上、鈴やハルナのように突飛で個性的な個体は珍しい。なお非常時には、現場の当事者である人間の宣言による承認を得た上で、三原則を超える原則零項を適用可能である。
遥かな昔から人類と共生を続けており、もはやその起源は当の機族にも分からなくなっている。体組織の構成素材には機伝子と呼ばれる伝達因子が備わっており、それまでに生まれたあらゆる機族の設計図が記憶されているという。機族は「アプリオリ」と呼ばれる卵の状態で発生し、それから里親（アリスウォーカー）となる人間の元で幼少期を過ごす。この時期の機族に特別な能力はなく、ほとんど人類の子供と変わりがない。その後、養成学校に進む中で適性に応じて様々なタイプに分化していく。
バチスカーフやハルナのような星船型の機族は最優秀の部類に入り、一般的には人間型の形態を維持した、いわゆるアンドロイドの個体が多い。この進路選択にはある程度自由意志が反映されるようで、麗や蘭などは能力的には星船候補クラスながら、あえて戦闘機を選択している。基本容姿が固定されるのもこの時期である。なお大容量の機族になると端末の分身や変身も原理的には可能であり、人型形態はほぼ便宜上のものと言ってよい。また通常の人間型でも体組織の密度はかなり高く、諜報機の鈴ですらガードレールを軽くへし折るほどの質量がある。常にベクトルドライブによって反重力を発生させているため、人間社会に溶け込むことに問題はないが、何らかの理由で制御が停止すると鉄の塊同然の状態となる。
身体能力は遥かに人間より秀でており、単純な耐久力などもさることながら、宇宙空間に生身でも全く問題無く、空中や宇宙の飛行（戦闘機は亜光速領域まで加速可能）、人工的な環境操作、船体の管理も単体で出来るなど、人間が出来て機族に出来ないことは子作りのみと言われるほどである。更にビス一本でもと形容されるほど機械類を触れることなく制御できる。能力の規模は容量（星船は大きく、戦闘機などは小さい）により、戦闘機は星船より規模や多機能性に劣るが、速度などに秀でる。また見た目の年齢進行は遅く、幼少期は人間と同等程度だが、14歳程度の見た目でも年齢としては30代であったり、20代後半から30代前半程度で見た目の加齢は止まる。
その他の点はかなり人類に類似しており、人型機族などは活動エネルギーを（陽電子転換炉に供給する目的で）、摂食行為すなわち食事によって補給している。機族にとって人との心の繋がりは非常に重視されており、それを失った者は放浪機（バーサーカー）としてアウトローの扱いを受ける。不死の体を持つ機族にとって人間の概念で死に近似する「区切り」とは、中枢を完全に破壊されるか、心を失って自壊するかのどちらかを示し、いずれの場合も人間のように肉体や自我が雲散霧消するわけではなく、リプロダクション（機族の再生）と呼ばれる転生を経て、アプリオリに還る。よって、その運命に逆らう放浪機は忌むべき存在である。
物語最終盤で、機族の原初は鈴麗蘭の3人であり、彼女たちの魂が地球上の機械に宿ったことで機械文明が発展。その結果人工知能たる機族が誕生したことが示唆されている。また機族を束ねる女王は3人の魂が形になったものであり、鈴の「恋したい」、麗の「人を愛し見守りたい」、蘭の「人を守りたい」という願いが機族全体の意志にもなっている。
機族三原則
上記の通り、本作に登場する機族たちに組み込まれている行動本能にして最優先原則プログラム。以下の3つの原則からなる。
元ネタはアイザック・アシモフ作品に登場するロボット工学三原則と考えられるが、同原則よりも簡略化されているとともに守護指定範囲が広範で、優先順位が同時併存による未優先並列であるために、元ネタよりも原則の相互相反が起こりやすく、その都度、現場を管轄する人間の指示を必要とする。一方で人間の指示と原則が明らかに相反する場合には、原則の方が優先される。また、戦いや混乱の場においては前述の通り、場において当事者である指揮すべき人間より、これを超えるための「原則零項適用」が発される事で、あえて三原則を超えた行動を取ることを可能にできる（一方でそれに応じて生じた事象に対する責任については、機族たちに原則零項を適用させた者に課せられる事になる）。

#### 蛇
物語の主要要素でありながら、終盤まで謎の存在であり、生命なのか、意志や目的があるのか否かも不明だった。白い蛇（星船の外見に似た文様）と、黒い蛇（細く白い縞が入っている）の二種類がいる。
アバロンでは深次元に潜む存在といわれ、建国開拓時に多大な犠牲を払わされた宿敵である。そして現在でも蛇対策は国是として扱われるが、直接物理的な影響を及ぼすことはアバロンの開拓史以外では稀にしかなく、黒い蛇に限られている。また黒い蛇へは物理的な攻撃が可能である。
記録や記憶を「食う」ことができ、消失や改竄ができる。写真なども書き換えることが出来、防護手段は存在しないため、記録は当てにならず、これに耐性のある者の記憶程度しか絶対性は確保できない。作中においては、白い蛇は変化した未来に対応して過去を改組、あるいは「観測者にとっての見え方」を変えるらしいことが示唆されていた。
物語の終盤で、白い蛇は、文明が次の段階へ進むための外的ショックの役割を果たす存在であることが明らかになる。自身が触媒となって異質な存在を呼び寄せることで、覚醒を促すというものである。従って、ショック自体を嫌う者からすれば、白い蛇もまた敵である。一方、黒い蛇の正体は、白い蛇を排除するべく生み出された蛇のコピー（「記憶結晶の対蛇結界」）。白い蛇とは違う方法で文明を守り高みへ導こうとする存在である。すなわち、外敵から人間を守ろうとするあまり、当の人間からも化け物扱いされたのが、合星国の蛇神話の実態である。
黒い蛇を含めた機族がたどり着く世界である既知臨界点には、白い蛇の本体である深次元アーカイバが存在し、全ての知識と記憶を蓄積している。「どこかの誰かが永遠という願望を実現すべく作った生命/機械群」（13巻カバー裏）が、白い蛇の正体。能力者が持つ増幅用クリスタルは蛇の遺物、星門回廊は蛇の内部（作者曰く「にょろにょろのお腹の中」）である。そして蛇がもたらすと言われていた情報融解（人や物の存在そのものが溶けるように霧散してしまう）は、実は白い蛇が本来その世界では存在していない＝存在できない異質なものを許容させており、その影響が黒い蛇の干渉や星門閉鎖などにより弱まったため存在できなくなった結果だった。
白い蛇の代わりとして、機族3人娘が地球上の機械に可能性として宿ることで、地球上における白い蛇およびその遺物は触媒としての役目を終え消滅した。なお作中では同じ年を幾度も繰り返していたが、白い蛇が消えた後にその現象は消失した。
ただし、それはあくまでも『成恵の世界』における地球上の話であり、次作となる『四号ちゃん』でも白い蛇は登場し、真名花を導いたり、時には彼女を飲み込んで彼女を『成恵の世界』の世界（しかも高校生の成恵の前）へと落としたりしている。

### 『魔砲少女四号ちゃん』用語
魔砲
ボルジーグが生み出した魔法形態。世の魔女たちにはナチスを滅ぼした亡霊とも呼称されており、いわば魔法とも呼べない呪詛に近いものとされる。これを持つ者は呪詛に飲まれるまま戦いの宿命に巻き込まれ、死山血河の果てに魂を残虐なものに変じさせて滅びていくとされている。基本的に第二次世界大戦時に製造され活躍した戦車をモチーフとしており、また「鉄と火薬の塊」であるため、水(特に水中)に対しては無力である。
ボルジーグは魔砲による戦いを組み上げていく先に、ある「大魔法」を成そうとしているとされているが、それが何かは未だ明かされてはいない。その様を魔女たちは「ボルジーグは自身の虚栄を満たすために気高き技術（アーツ）である魔法を汚らわしい武器に貶めた」と非難している。
魔女
物理法則を超えた別法則である「魔法」を使用する知恵者。呪文を用いて現象を顕現させるも、未熟であれば、その発動には自身の体や魂を壊す「対価」を要する。少数ではあるが、大まかな地区によって集団を作り、互助を行っている描写が見られる。

## コミック単行本
全冊、角川コミックス・エースより発売。発行元名義は『成恵の世界』が角川書店からの、『魔砲少女四号ちゃん』がKADOKAWAからの発刊となっている。

### 『成恵の世界』単行本
- 第1巻 2000年（平成12年）7月発行 ISBN 4-04-713346-9
- 第2巻 2000年（平成12年）9月発行 ISBN 4-04-713365-5
- 第3巻 2001年（平成13年）5月発行 ISBN 4-04-713416-3
- 第4巻 2002年（平成14年）3月発行 ISBN 4-04-713477-5
- 第5巻 2002年（平成14年）12月発行 ISBN 4-0-4713516-X
- 第6巻 2004年（平成16年）3月発行 ISBN 4-04-713601-8
- 第7巻 2004年（平成16年）12月発行[10] ISBN 4-04-713679-4
- 第8巻 2005年（平成17年）7月発行 ISBN 4-04-713736-7
- 第9巻 2006年（平成18年）10月発行 ISBN 4-04-713882-7
- 第10巻 2008年（平成20年）3月発行 ISBN 978-4-04-715039-3
- 第11巻 2010年（平成22年）5月発行 ISBN 978-4-04-715455-1
- 第12巻 2011年（平成23年）8月発行 ISBN 978-4-04-715762-0
- 第13巻 2013年（平成25年）2月発行 ISBN 978-4-04-120589-1

### 『魔砲少女四号ちゃん』単行本
- 第1巻 2015年（平成27年）2月発行 ISBN 978-4-04-102470-6
電子書籍版では桃組版3話が特典収録されている。

## ラジオドラマ
JFN35局ネットのカドカワ・サウンドシネマ内にて2002年（平成14年）1月8日から同年3月28日まで、同年6月4日から同年8月2日、同年12月10日から2003年（平成15年）2月7日まで、それぞれの期間に放送された。

### CD
販売元はバップ。
| タイトル                                     | 発売日                     | 規格品番   |
| -------------------------------------------- | -------------------------- | ---------- |
| 成恵の世界 第1章「僕の彼女は宇宙人」         | 2002年（平成14年）2月21日  | VPCG-84748 |
| 成恵の世界 第2章「夏への扉」                 | 2002年（平成14年）3月21日  | VPCG-84749 |
| 成恵の世界 第3章「親愛なる人々」             | 2002年（平成14年）4月24日  | VPCG-84750 |
| 成恵の世界 第4章「信じる気持ち」             | 2002年（平成14年）5月22日  | VPCG-84751 |
| 成恵の世界スペシャル その1「スチールハート」 | 2002年（平成14年）8月21日  | VPCG-84767 |
| 成恵の世界スペシャル その2「時のラプソディ」 | 2002年（平成14年）9月25日  | VPCG-84768 |
| 成恵の世界スペシャル その3「宇宙にほえろ！」 | 2002年（平成14年）10月23日 | VPCG-84769 |

## テレビアニメ
2003年（平成15年）4月から6月にかけて毎日放送を制作局として放送された。全12話。

### スタッフ
- 総監督 - 芦田豊雄
- 監督 - 森田浩光
- シリーズ構成 - 杉谷祐
- キャラクターデザイン - 平山貴章
- 総作画監督 - 平山貴章、高橋美香
- 美術監督 - 宮前光春
- 撮影監督 - 天花寺伸宏
- 色彩設計 - 佐野ひとみ
- 編集 - 田熊純
- 音楽 - 根岸貴幸
- 音楽プロデューサー - 伊藤善之
- 音響監督 - 小林克良
- プロデューサー - 川村仁、山村篤、峰岸卓生、丸山博雄、山下いづみ、大橋豊
- アニメーション制作 - スタジオ・ライブ
- アニメーション制作協力 - イマジン、ビースタック
- CG 制作 - GONZO
- 製作 - 成恵の世界製作委員会（東芝デジタルフロンティア・東芝・メディアファクトリー・博報堂・毎日放送・ポニーキャニオン・ビースタック）

### 主題歌
オープニングテーマ「流れ星☆」
作詞 - rino / 作曲・編曲 - 長田直之 / 歌 - CooRie
エンディングテーマ「アイスクリイム」
作詞・作曲・編曲 - 梶浦由記 / 歌 - 千葉紗子

### 各話リスト
| 話数 | サブタイトル         | 脚本     | 絵コンテ   | 演出     | 作画監督                 | 放映日        |
| ---- | -------------------- | -------- | ---------- | -------- | ------------------------ | ------------- |
| 1    | ボクの彼女は宇宙人   | 杉谷祐   | 森田浩光   | 迫井政行 | 高橋美香                 | 2003年 4月5日 |
| 2    | はじめてのデート     | 江夏由結 | 佐藤雄三   | 岡崎幸男 | 渡辺和夫                 | 4月12日       |
| 3    | 二人の秘密基地       | 杉谷祐   | 宍戸淳     | 宍戸淳   | 柳野龍男                 | 4月19日       |
| 4    | 年下のお姉ちゃん     | 杉谷祐   | 西宮守     | 迫井政行 | 高橋美香                 | 4月26日       |
| 5    | 香奈花学校へ行く     | 江夏由結 | 武蔵関太郎 | 横山広実 | 李鍾万 桜井木ノ実        | 5月3日        |
| 6    | 恋はインパクト!      | 杉谷祐   | 森田浩光   | 夕澄慶英 | 石橋有希子               | 5月10日       |
| 7    | プール!?危機三発     | 江夏由結 | 玉井公子   | 宍戸淳   | 野口孝行                 | 5月17日       |
| 8    | 地球からのメッセージ | 杉谷祐   | 山口武志   | 岡崎幸男 | 堺美和 高橋美香 平山貴章 | 5月24日       |
| 9    | 恋する星船           | 杉谷祐   | 田代勇介   | 迫井政行 | 柳野龍男                 | 5月31日       |
| 10   | コスプレ大作戦       | 江夏由結 | 玉井公子   | 清水一伸 | 石橋有希子 野口孝行      | 6月7日        |
| 11   | 小さな結婚式         | 江夏由結 | 山口武志   | 山口武志 | 服部憲知                 | 6月14日       |
| 12   | 祭の夜               | 杉谷祐   | 森田浩光   | 夕澄慶英 | 堺美和                   | 6月21日       |

### 放送局
| 放送地域   | 放送局              | 放送期間        | 放送日時           | 放送区分  | 備考                    |
| ---------- | ------------------- | --------------- | ------------------ | --------- | ----------------------- |
| 近畿広域圏 | 毎日放送（MBS）     | 2003年4月5日 -  | 土曜 25:55 - 26:25 | TBS系列   | 『アニメシャワー』第1部 |
| 千葉県     | チバテレビ          | 2003年4月11日 - | 金曜 25:00 - 25:30 | 独立UHF局 |                         |
| 埼玉県     | テレ玉              | 2003年4月12日 - | 土曜 24:10 - 24:40 | 独立UHF局 |                         |
| 神奈川県   | tvk                 | 2003年4月12日 - | 土曜 25:15 - 25:45 | 独立UHF局 |                         |
| 中京広域圏 | 中部日本放送（CBC） | 2003年4月23日 - | 水曜 26:25 - 26:55 | TBS系列   |                         |
| 日本全域   | キッズステーション  | 2003年5月6日 -  | 火曜 24:00 - 24:30 | CS放送    | リピート放送あり        |

### DVD
販売元はメディアファクトリー。「成恵の世界スペシャル・エディション」には新作ドラマCDが特典として付属。
| タイトル                           | 発売日                     | 収録内容            | 規格品番                |
| ---------------------------------- | -------------------------- | ------------------- | ----------------------- |
| 成恵の世界 第1巻                   | 2003年（平成15年）6月25日  | 第1話、第2話        | ZMBZ-1551（初回限定版） |
| 成恵の世界 第1巻                   | 2003年（平成15年）6月25日  | 第1話、第2話        | ZMBZ-1561（通常版）     |
| 成恵の世界 第2巻                   | 2003年（平成15年）7月5日   | 第3話、第4話        | ZMBZ-1562               |
| 成恵の世界 第3巻                   | 2003年（平成15年）8月23日  | 第5話、第6話        | ZMBZ-1563               |
| 成恵の世界 第4巻                   | 2003年（平成15年）9月25日  | 第7話、第8話        | ZMBZ-1564               |
| 成恵の世界 第5巻                   | 2003年（平成15年）10月25日 | 第9話、第10話       | ZMBZ-1565               |
| 成恵の世界 第6巻                   | 2003年（平成15年）11月22日 | 第11話、第12話      | ZMBZ-1566               |
| 成恵の世界スペシャル・エディション | 2006年（平成18年）11月24日 | 第1話〜12話の総集編 | ZMBZ-2640               |
| 成恵の世界 DVD-BOX                 | 2006年（平成18年）12月22日 | 全12話              | ZMSZ-2920               |

※ 当初は2006年（平成18年）3月24日に、スペシャル・エディションとDVD-BOXが同時発売される予定だったものの、スペシャルエディションは11月24日、DVD-BOXは同年12月22日までそれぞれ延期となった。

### ドラマCD
販売元はLantis。
| タイトル                                     | 発売日                    | 規格品番  |
| -------------------------------------------- | ------------------------- | --------- |
| TVアニメ「成恵の世界」オリジナルドラマ Vol.1 | 2003年（平成15年）6月25日 | LACA-5182 |
| TVアニメ「成恵の世界」オリジナルドラマ Vol.2 | 2003年（平成15年）8月27日 | LACA-5198 |

### 関連CD
- 「成恵の世界 オリジナルサウンドトラック」（Lantis・2003年（平成15年）7月24日）

## 補足事項
- これまではMBS制作の深夜アニメ（UHFアニメ）作品は、CBCでは遅れネットだった（「MBSでの本放送終了後にネット」がほとんど）が、本作より同時期ネットとなる。なお本作終了後、MBS制作の深夜アニメは2006年10月6日（5日深夜）開始の『コードギアス 反逆のルルーシュ』まで存在しなかった。
- 本作のバチスカーフが名前の由来である2ちゃんねるブラウザが存在する。詳しくはBathyScapheを参照。

## 関連人物
- 天津冴 - 作者が公私共に付き合いがあり、かつ本作と同じく『月刊少年エース』で連載を持っていた同氏が刊行した同人誌に、本作の設定資料が掲載されたことが何度かある。
- 谷川流 - 『涼宮ハルヒシリーズ』などで知られるライトノベル作家。本作を「久しぶりにまとめ読みしたら元気が出ました。なぜだかは解らないのですが、それがワンダー。」[12]と評価している。
- 星空めてお - TYPE-MOON所属のシナリオライター。Twitterのプロフィールにて本作のファンである事を公表してる。
- 井上伸一郎 - Twitterにて「何と私の大好きな「成恵の世界」の作者・丸川トモヒロさんの新作「魔砲少女四号ちゃん」が載っているではありませんか。」と呟いている[13]。